# Anastácio
Anastácio este un oraș în statul Mato Grosso do Sul (MS), Brazilia.